# Palythoa hypopelia
Palythoa hypopelia is een Zoanthideasoort uit de familie van de Sphenopidae. De wetenschappelijke naam van de soort is voor het eerst geldig gepubliceerd in 1909 door Pax.